# 코널리 열
코널리 열(스페인어: Columna Connolly 콜룸마 코놀리[*], 아일랜드어: Colún Uí Chonghaile 콜룬 이 콩갈러)은 스페인 내전에서 국제여단에 참여했던 아일랜드 공화주의자 의용병들을 소급적으로 지칭하는 말이다. 아일랜드 시민군 지도자로 부활절 봉기 때 처형당한 노조운동가 제임스 코널리의 이름을 땄다. 규모는 중대급이었다.

## 모집
1936년 7월 스페인 내전이 막 터졌을 때, 전세계의 좌파 조직들은 스페인 제2공화국을 지지했고, 같은 해 9월 공화파와 함께 파시스트 국민파 반군을 물리치기 위한 국제여단이 설립되었다. 이것은 아일랜드의 좌파 단체들에도 반향을 일으켰다. 아일랜드의 국제여단 조직가로는 산 머레이, 파더르 오 도우널, 프렌시어스 오 리안이 있었다.
머레이는 당시 아일랜드 공산당(CPI) 서기장이었고, 텔만 대대의 빌 스콧(Bill Scott)과 연결선이 있어서 스페인의 상황을 정기적으로 받아볼 수 있었다. 머레이는 스콧이 보내온 정보를 공산당 당보에 게재했다.:29 오 도우널은 전 타흐터 달러(의회의원)로, 나치 독일 치하의 베를린에서 열린 1936년 하계 올림픽을 보이콧하기 위해 바르셀로나에서 열린 인민올림픽에 참여하러 바르셀로나에 가 있었다. 오 도우널은 무정부주의 성향의 노동자 민병대가 쿠데타 시도를 분쇄하는 것을 보고 그들에게 합류하여 아라곤 전선으로 갔다. 그 뒤 귀국한 오 도우널은 스페인 인민전선 정부를 지키기 위한 아일랜드인 의용연대 편성운동을 했다.:34 오 리안은 아일랜드 내전 때 아일랜드 공화국군 조약 반대파(ATIRA) 편에서 싸웠고, 공산주의 성향의 공화회의 회원이었다.:56-67 그도 국제여단에 참여해 싸울 의용병을 모집했다.
아일랜드 의용병은 대부분 공화회의에서 모집되었다. 1925년에서 1931년 사이에 소련은 영국과 미국을 정탐해줄 것을 대가로 ATIRA에 자금을 지원했다. 여기에 많은 CPI 당원들이 참여했고 스르 에이레 같은 통일전선 조직도 만들었다. 그러나 공화주의와 공산주의를 결합시키려는 시도는 실패했고, ATIRA 내부에서 공산주의 성향은 1930년대 초부터 퇴색하기 시작했다. 이에 새 길을 모색하기 위해 만들어진 것이 공화회의였다.
좌파 아일랜드인들이 스페인 내전에 참전한 동기는 우선 스페인 제2공화국에 대한 지지도 있었지만, 1936년 말엽에 스페인으로 출국하여 국민파에 가담한 아일랜드인 여단에 대한 증오와 분노도 컸다. 아일랜드인 여단은 파시스트 아일랜드인들로 이루어진 부대로서 병력은 800여명이었다. ATIRA와 이들 파시스트 사이의 적대는 아일랜드 내전 때까지 거슬러 올라간다. ATIRA와 청의사는 1932년에서 1933년까지 길바닥에서 주로 몽둥이, 때로는 총까지 동원된 패싸움을 벌이곤 했다. 이 두 집단은 모두 스페인 내전을 아일랜드 내전의 연장선으로 보고 참전했다.
이렇게 모인 사람들 중에는 기독교 사제였다가 공산주의자로 전향한 로버트 마틴 힐러드, 1927년에 법무장관 키빈 크리스토르 오 히긴을 암살한 빌 개넌 등도 있었다.

## 전사(戰史)
1936년 12월, 프렌시어스 오 리안이 이끄는 80명이 선발대로 스페인에 도착했다.:55 대부분은 아일랜드 자유국에서 모집되었지만 일부는 벨파스트 등 북아일랜드에서도 왔다. 미할 오 리르단, 찰리 도넬리, 프랭크 콘로이, 에디 오플라허티(Eddie O'Flaherty), 폴 번스(Paul Burns), 재키 헌트(Jackie Hunt), 빌 헨리(Bill Henry), 에이먼 맥그로티(Eamon McGrotty), 빌 비틀(Bill Beattie), 패디 로 맥로글린(Paddy Roe McLaughlin), 빌 헨리(Bill Henry), 피터 오코너(Peter O'Connor), 피터 파워(Peter Power), 조니 파워(Johnny Power), 리엄 툴민슨(Liam Tumilson), 짐 스트래니(Jim Stranney), 윌리 오 핸런(Willie O'Hanlon), 벤 머레이(Ben Murray) 프레드 맥마흔(Fred McMahon) 등이 이 선발인원이었다. 대다수가 아일랜드 공산당 당원이었다.
남프랑스 페르피냥까지 열차를 타고 이동한 그들은 1936년 12월 스페인 마드리구에라스에 모여 국제여단 "제임스 코널리 부대"를 선언했고,:58 이것이 후에 통칭 "코널리 열"로 알려지게 된다. 이 부대는 제12(프랑스인)IB대대에 배속되어 코르도바 근교의 안달루시아 전선에 처음 배치, 국민파의 공세를 격퇴하는 데 일조했다. 그달 말에는 마드리드 전투에 참여해 많은 부대원이 전사했다.:58-64
해가 바뀌어 1937년 1월, 아일랜드인 의용병 부대는 다른 국제여단 의용병들과 함께 제15국제여단으로 재편성되었다. 코널리 부대는 제16대대(영국인 대대) 산하 1개 중대를 이루었다. 하지만 일부 병사들이 자신들은 아일랜드 공화주의 신념에 서약했으므로 영국인 대대에서는 복무할 수 없다고 주장했다. 중대장 오 리안은 노동자 계급연대가 국민감정 따위보다 중한 문제라고 대원들을 달랬지만,:67-68 막상 그 자신도 한 영국인 의용병이 아일랜드 독립전쟁 때 악명높았던 블랙 앤 탠스 소속이었다는 것을 알게 되자 분노해서 총으로 쏘아 죽일 뻔했다. 이렇게 부대원들 간에 갈등이 고조되자 일부 아일랜드인 의용병들은 영국인 대대에서 이탈하여 미국인 대대인 제17대대 링컨 대대로 갔다. 그러나 링컨 대대로 간 아일랜드인들은 정식 부대로 편성되지는 못했다. 코널리 열은 1938년 2월 마드리드 근교에서 벌어진 하라마 전투에서 큰 피해를 입었다. 이 전투에서 찰리 도넬리, 에이먼 맥그로티, 빌 헨리, 리엄 툴민슨, 빌 비틀이 모두 죽었다.:70-73 중대장 오 리안도 하라마에서 심한 부상을 입어 정양을 위해 아일랜드로 귀국해야 했다. 그 뒤 스페인에 돌아온 오 리안은 공화국군 장군 호세 미아하 메난트의 부관으로 임명되었다.
1937년 6월, 코널리 열은 예비대로 돌려졌다. 그보다 앞서 남스페인 보소플랑코에서 싸웠던 제20대대 영국계 미국인 중대의 중대원들이 합류했다. 7월, 제15국제여단은 브루네테 전투에 참여했고 여기서 제16대대는 450명이 전사했다. 코널리 열은 빌라누에바 데 카나다 주변에서 싸우다 7명이 전사하고 다수가 부상당했다.:83-89 8월, 제15여단은 벨치테 전투에서 싸웠다. 이 때 피터 달리가 부상을 입었고, 패디 오 다러가 제16대대 전체를 지휘했다.:91 10월, 코널리 열은 비교적 평온한 아라곤 전선으로 이동했다. 해가 바뀌어 1938년 1월, 테루엘 전투에 참여했다.:110 3월에 벌어진 간데사 전투에서 전선이 붕괴하면서 코널리 열도 패주했다.:118 4월 1일의 아라곤 공세에서 프렌시어스 오 리안이 포로로 잡혔고, 미란다 델 에브로 포로수용소에 수용되었다. 사형을 선고받았으나 에이먼 데 벌레라의 탄원으로 노역 30년형으로 감형되었다. 이후 그는 1940년 독일 해외방첩청에 넘겨져 IRA-아프베어 합작의 아일랜드 쪽 연락책이 되었다.
1938년 7월, 코널리 열은 에브로 전투에 참여하여 마지막 전투를 치렀다. 에브로 전투는 공화파의 마지막 공세 시도였으며, 괴멸적 패배로 끝났다.:126-128 살아남은 아일랜드인 의용병들은 스페인 공화정부의 국제여단 해산 방침에 따라 1938년 9월 아일랜드로 송환되었다. 공화정부는 국제여단을 해산하면 다른 민주국가들이 군사개입을 해주거나, 또는 독일군과 이탈리아군이 철수할 것을 기대했지만 헛된 희망으로 끝났다.
코널리 열은 작은 부대임에도 불구하고 문헌마다 기록된 병력 수가 다르다. 국제여단 영국인-아일랜드인 표창자 명단에는 아일랜드인 36명이 전사했다고 되어 있다. 참전 당사자인 오 리르단은 부대원은 총 145명이었고 그 중 61명이 돌아오지 못했다고 했다. 더블린으로 귀항한 코놀리 열을 마중한 것은 미할 오 플란나간 신부 한 명 뿐이었다.
크리스티 무어의 노래 〈제5여단 만세〉는 오 리르단의 회고록을 바탕으로 이 아일랜드인 의용병들을 찬양한 노래다.

## 같이 보기
- 아일랜드인 여단 (스페인 내전)